# Acentrella
Acentrella is een geslacht van haften (Ephemeroptera) uit de familie Baetidae.

## Soorten
Het geslacht Acentrella omvat de volgende soorten:
- Acentrella alachua
- Acentrella almohades
- Acentrella barbarae
- Acentrella chantauensis
- Acentrella charadra
- Acentrella diptera
- Acentrella feminalis
- Acentrella fenestrata
- Acentrella feropagus
- Acentrella glareosa
- Acentrella gnom
- Acentrella hyaloptera
- Acentrella inexpectata
- Acentrella insignificans
- Acentrella joosti
- Acentrella lapponica
- Acentrella lata
- Acentrella nadineae
- Acentrella parvula
- Acentrella rallatoma
- Acentrella scabriventris
- Acentrella sibirica
- Acentrella sinaica
- Acentrella suzukiella
- Acentrella tonneri
- Acentrella turbida